# Chordonota flavitarsis
Chordonota flavitarsis är en tvåvingeart som först beskrevs av Günther Enderlein 1914.  Chordonota flavitarsis ingår i släktet Chordonota och familjen vapenflugor.
Artens utbredningsområde är Costa Rica. Inga underarter finns listade i Catalogue of Life.